# American Truck Simulator
American Truck Simulator ou apenas ATS é um jogo eletrônico simulador de caminhões de grande porte desenvolvido e distribuído pela SCS Software. O jogo é uma sequência paralela de Euro Truck Simulator 2 e um dos lançamentos da série 18 Wheels of Steel.
O ATS foi anunciado na E3 de 2015 e lançado em 2 de fevereiro de 2016, com ambientação no Oeste e parcialmente a Sul e Centro-Oeste dos Estados Unidos, ATS permite que o usuário utilize uma variedade de caminhões fabricados no país com foco no transporte de diversos tipos de cargas ao destino final. Desde o seu lançamento em 2016, segundo o site Video Game Insights, o jogo vendeu 2,9 milhões de cópias na Steam.
Até a mais recente atualização, o ATS disponibiliza 17 dos cinquenta estados americanos. De momento, estão 4 estados ainda em desenvolvimento, totalizando 21 estados. A versão original do jogo disponibiliza os estados de Arizona, Califórnia, tendo sido Nevada 4 meses depois do lançamento gratuitamente. De momento, Missouri é a DLC mais recente dos estados americanos, lançada a 3 de abril de 2025, e as DLCs em desenvolvimento são: Iowa, Louisiana, Illinois e Dakota do Sul. 

Mapa do American Truck Simulator.
Verde: lançado. Amarelo: em desenvolvimento. Vermelho: não existe.

## Desenvolvimento
A SCS Software anunciou pela primeira vez o jogo em 06 de setembro de 2013.
O jogo foi anunciado para o mundo inteiro durante a Electronic Entertainment Expo 2015 (E3 2015).
As Marcas de caminhões licenciadas até agora são Kenworth, Peterbilt e Volvo mas a SCS espera contar com várias marcas de caminhões no jogo. Em sua versão inicial será possível explorar os estados da Califórnia, Nevada e Arizona (DLC Gratuita). Porém o jogo continuará a se expandir até abranger todo o território estadunidense, mas dessa vez com DLC's pagas. A SCS Software planeja incluir todo o continente norte-americano com mais de 100 cidades para explorar em sua versão final (Junto com todas DLC's). A popular equipa "Promods" responsável por fazer diversas modificações (mod's) para Euro Truck Simulator 2 anunciou que vai trabalhar no American Truck Simulator, simulando os mais as mais diversas partes dos Estados Unidos.

## Conteúdo

### Estados e cidades
O mapa do American Truck Simulator apresenta uma versão fictícia de 16 dos cinquenta estados que compõem os Estados Unidos. A versão original do jogo lançada em 2016 contava com os estados de Arizona e Califórnia (Nevada lançou 4 meses depois como uma DLC gratuita). Entre 2017 e 2020, as sucessivas atualizações incluíram os estados de Novo México, Oregon, Washington, Utah, Idaho e Colorado. Os estados de Wyoming, Montana, Texas, Oklahoma e Kansas foram adicionados ao jogo entre setembro de 2021 e novembro de 2023. Em 2024 foram lançados o estado de Nebraska e Arkansas. Até então, os estados de Missouri, Iowa e Luisiana ainda estão em desenvolvimento, podendo ser adicionadas ou removidas cidades ao decorrer do seu desenvolvimento. 
O estado do Texas é o maior em território no jogo e abriga 29 cidades disponíveis - como as metrópoles Houston e Dallas - além de dispor de uma vasta malha rodoviária. Por outro lado, os estados de Idaho e Oklahoma são os menores do mapa do jogo com 11 e 10 cidades, respetivamente, e servindo principalmente de rota de ligação entre os demais estados.
Atualmente, o American Truck Simulator conta com os seguintes estados e cidades (dos estados lançados à mais tempo (Califórnia/Nevada) até os estados mais recentes (Illinois)): 
| Califórnia | Nevada | Arizona | Novo México | Oregon |
| --- | --- | --- | --- | --- |
| - Bakersfield - Barstow - Carlsbad - El Centro - Eureka - Fresno - Hornbrook - Los Angeles - Oakland - Oxnard - Redding - Sacramento - San Diego - Santa Maria - Santa Cruz - San Francisco - San Rafael - Truckee - Ukiah | - Carson City - Elko - Ely - Jackpot - Las Vegas - Pioche - Primm - Reno - Tonopah - Winnemucca | - Camp Verde - Clifton - Ehrenberg - Flagstaff - Grand Canyon Village - Holbrook - Kayenta - Kingman - Page - Phoenix - San Simon - Show Low - Tucson - Yuma | - Alamogordo - Albuquerque - Artesia - Carlsbad - Clovis - Farmington - Gallup - Hobbs - Las Cruces - Raton - Roswell - Socorro - Santa Fé - Tucumcari                      | - Astoria - Bend - Burns - Coos Bay - Eugene - Klamath Falls - Lakeview - Medford - Newport - Ontario - Pendleton - Portland - Salem - The Dalles |
| Washington | Utah | Idaho | Colorado | Wyoming |
| - Aberdeen - Bellingham - Colville - Everett - Grand Coulee - Kennewick - Longview - Olympia - Omak - Port Angeles - Seattle - Spokane - Tacoma - Vancouver - Wenatchee - Yakima                                           | - Cedar City - Logan - Moab - Ogden - Price - Provo - Salina - Salt Lake City - St. George - Vernal | - Boise - Coeur d'Alene - Grangeville - Idaho Falls - Ketchum - Lewiston - Nampa - Pocatello - Salmon - Sandpoint - Twin Falls                               | - Alamosa - Burlington - Colorado Springs - Denver - Durango - Fort Collins - Grand Junction - Lamar - Montrose - Pueblo - Rangely - Steamboat Springs - Sterling           | - Casper - Cheyenne - Cody - Evanston - Gillette - Jackson - Laramie - Rawlins - Riverton - Rock Springs - Sheridan                               |
| Montana | Texas | Oklahoma | Kansas | Nebraska |
| - Billings - Bozeman - Butte - Glasgow - Glendive - Great Falls - Havre - Helena - Kalispell - Laurel - Lewistown - Miles City - Missoula - Sidney - Thompson Falls                                                        | - Abilene - Amarillo - Austin - Beaumont - Brownsville - Corpus Christi - Dalhart - Dallas - Del Rio - El Paso - Fort Stockton - Fort Worth - Galveston - Houston - Huntsville - Laredo - Longview - Lubbock - Lufkin - McAllen - Odessa - San Angelo - San Antonio - Texarkana - Tyler - Van Horn - Victoria - Waco - Wichita Falls | - Ardmore - Clinton - Enid - Guymon - Idabel - Lawton - McAlester - Oklahoma City - Woodward                                                                 | - Colby - Dodge City - Emporia - garden City - Hays - Hutchinson - Junction City - Kansas City (Kansas) - Marysville - Phillipsburg - Pittsburg - Topeka - Salina - Wichita | - Alliance - Chadron - Columbus - Grand Island - Lincoln - McCook - Norfolk - North Platte - Omaha - Scottsbluff - Sidney - Valentine             |
| Arkansas | Missouri | Iowa | Luisiana | Illinois |
| - El Dorado - Fayetteville - Fort Smith - Harrison - Hot Springs - Jonesboro - Little Rock - Pine Bluff - Springdale - Texarkana                                                                                           | - Cape Girardeau - Columbia - jefferson City - Joplin - Kansas City (Missouri) - Kirksville - Maryville - Poplar Bluff - Rolla - Springfield - St. Joseph - St. Louis | - Burlington - Cedar Rapids - Council Bluffs - Davenport - Des Moines - Dubuque - Fort Dodge - Iowa City - Mason City - Ottumwa - Sioux City - Waterloo      | - Baton Rouge - Criole - Houma - Lafayette - Monroe - Natchitoches - New Orleans                                                                                            | - Marion - Quincy - Rockford - Springfield |

## Data de lançamento das DLC's, cronológicamente:
Califórnia: Lançamento com o jogo base, 2 de fevereiro de 2016;
Nevada: Lançamento com o jogo base, 2 de fevereiro de 2016;
Arizona: 6 de junho de 2016;
Novo México: 9 de novembro de 2017;
Oregon: 4 de outubro de 2018;
Washington: 11 de junho de 2019;
Utah: 7 de novembro de 2019;
Idaho: 16 de julho de 2020;
Colorado: 12 de novembro de 2020;
Wyoming: 7 de setembro de 2021;
Montana: 4 de agosto de 2022;
Texas: 15 de novembro de 2022;
Oklahoma: 1 de agosto de 2023;
Kansas: 30 de novembro de 2023;
Nebraska: 16 de maio de 2024;
Arkansas: 16 de setembro de 2024;
Missouri: 3 de abril de 2025;
Iowa: 10 de julho de 2025;
Luisiana: quarto trimestre 2025* (em desenvolvimento);
Illinois: segundo trimestre de 2026* (em desenvolvimento);
Dakota do Sul: terceiro trimestre de 2026* (em desenvolvimento);
*Data de lançamento esperado(pode sofrer alterações).

## Camiões
| - Freightliner Cascadia - Freightliner Cascadia 2019 | - International 9900i - International Lonestar - International LT | - Kenworth T68 - Kenworth T680 2014 - Kenworth W900 | - Mack Anthem - Mack Pinnacle | - Peterbilt 389 - Peterbilt 579 | - Volvo VNL - Volvo VNL 2014 | - Western Star 49X - Western Star 57X - Western Star 5700XE |  |  |

## American Truck Simulator X Euro Truck Simulator 2
Após o lançamento do American Truck Simulator, muitos passaram a compara-lo com o título anterior, devido a sua semelhança gráfica com o seu antecessor, e também devido ao game ainda possuir poucas áreas exploráveis, sendo assim, pondo em vantagem o seu antecessor, que possui boa parte da Europa, e consequentemente, um mapa maior.
Mesmo o Euro Truck Simulator 2 tendo tais vantagens, o seu sucessor também apresenta muitas inovações, e dentro das mais significativas temos o maior realismo das cidades, e também o fato do seu mapa ser muito mais variado, sendo que na costa oeste americana por exemplo, temos paisagens totalmente diferentes das vistas um pouco mais ao leste, e isso é notável a todo o momento no jogo, sendo que entregas podem começar em desertos escaldantes, e terminar nas proximidades de uma floresta tropical ou até mesmo em florestas mais frias no meio de montanhas. O que não acontece com seu antecessor de território europeu, sendo que no mesmo, todo o lugar é muito semelhante, e independente da região que se percorre, são vistas paisagens sempre muito parecidas.
E as inovações também podem ser vistas dentro das cidades, o novo título da SCS, oferece cidades mais amplas, variadas, e geralmente com uma técnica inteligente que passa a impressão de que a cidade é maior do que realmente é no jogo. Um exemplo disso é a avenida que corta a cidade de Las Vegas no game, quando percorrida, junto a vista de edifícios famosos da cidade de fundo, a impressão passada ao jogador é que todas as áreas da cidade são exploráveis, o que foi uma sacada genial da SCS Software, já que aumenta o realismo das cidades, e transmite um certo conforto ao jogador, passando a impressão de que o mesmo realmente está dentro da metrópole. No seu antecessor, as cidades eram mais "genéricas", e muitas vezes, semelhantes uma das outras, tudo isso dentro de um tamanho miniatura, que rendia poucos quarteirões e consequentemente, o jogo não conseguia representar muito bem as cidades, e as mesmas não eram tão "vivas" como as do seu sucessor.
Detalhes pequenos como carros estacionados nas ruas das cidades, e um tráfego maior e mais realista do que o Euro Truck, também fazem a diferença, e deixam o novo game da SCS em vantagem. Mas em compensação, vale lembrar que pouco tempo de jogo já é o suficiente para percorrer todo o território proposto no American Truck Simulator até então. O que deve manchar um pouco a imagem do novo simulador de caminhões. Mas, por tempo limitado, já que com atualizações oficiais da produtora, o território tende a ser expandido constantemente, o que deve aumentar, e muito, a popularidade do game, e o deixar cada vez mais a frente do seu antecessor.

## Modo multiplayer (Não oficial)
No dia 07 de Fevereiro de 2016, a mesma equipe que fez o multiplayer do Euro Truck Simulator 2, liberou para download a versão mais recente de seu cliente que suporta simultaneamente Euro Truck Simulator 2 e American Truck Simulator.